# Bulbophyllum callosum
Bulbophyllum callosum là một loài phong lan thuộc chi Bulbophyllum.